# Saint Brélade

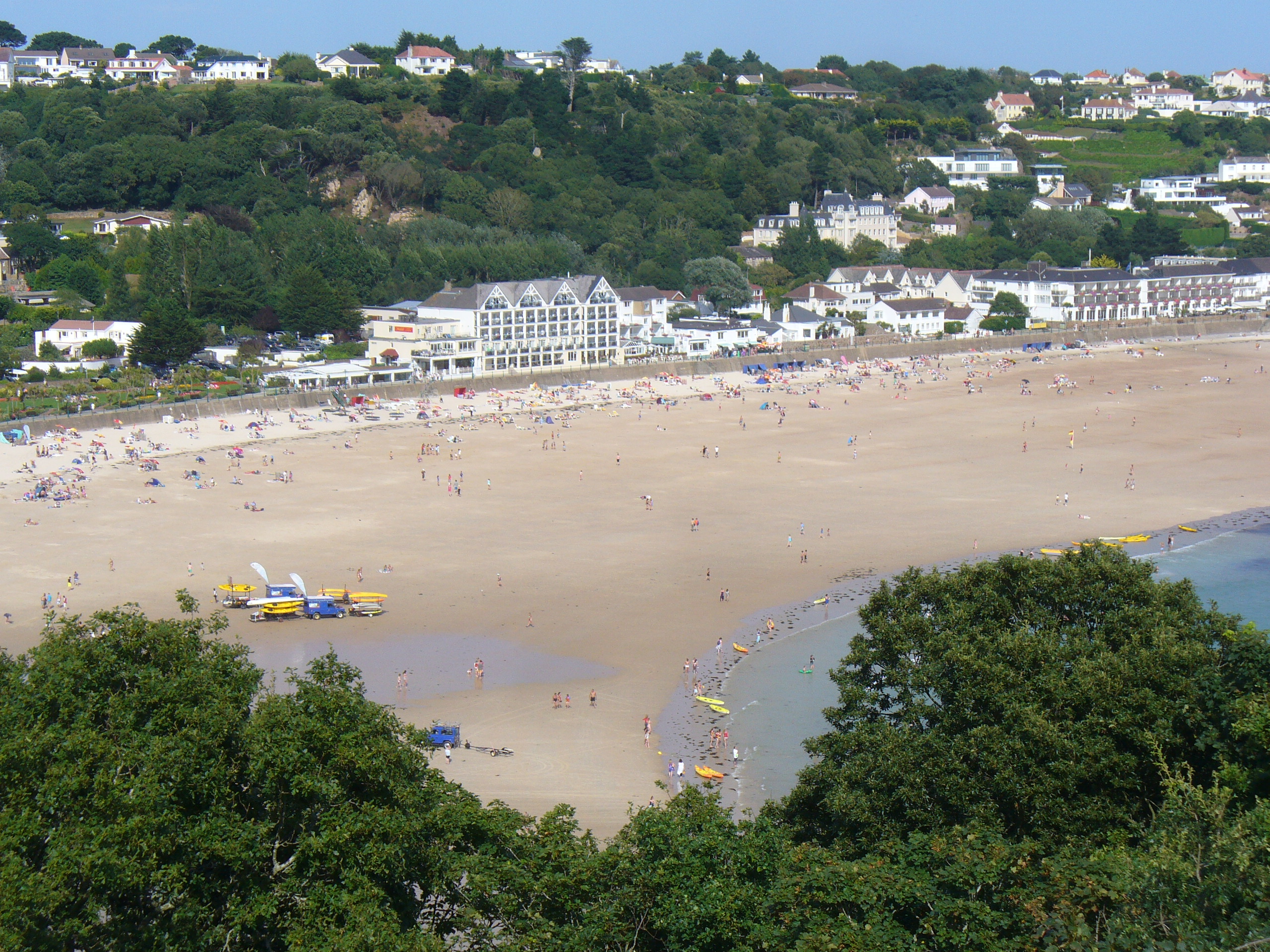
Bahía de Saint Brelade

Ubicación de Saint Brélade en Jersey.

Saint Brélade es una de las doce parroquias de Jersey, una dependencia del Reino Unido ubicada en las Islas del Canal. Según el censo de 2011, tiene una población de 10,568 habitantes y una densidad de 803 habitantes por km².
Se ubica al sudeste de la isla y tiene una superficie de 13.16 km².

## Toponimia
Su nombre data del siglo VI y proviene de un santo celta o galés llamado Branwalator o St. Brelade (también Braunwalder, Broladre, Brelodre, Brélade).